# Guineas herrlandslag i volleyboll
Guineas herrlandslag i volleyboll representerar Guinea i volleyboll på herrsidan. Det har deltagit i VM 1970 och Afrikanska mästerskapet 1967.

### Fotnoter
1. ↑  Todor Krastev. ”Men Volleyball I Africa Championship 1967 Tunis, Tunisia 26.07 - Winner Tunisia (1st)” (på engelska). http://todor66.com/volleyball/Africa/Men_1967.html. Läst 18 april 2024.